# Бежецк
Бе́жецк (карел. Biežečköi ) — город (с 1775; до 1766 года — Городе́цк) в Тверской области России. Административный центр Бежецкого района и городского поселения город Бежецк.
Население — 20 618 чел. (2024 г.).

## География
Город Бежецк расположен в северо-восточной части Тверской области в 126 км от Твери на западном склоне возвышенности Бежецкий верх. С юга на север через город протекает река Молога, принимая в городской черте один из своих притоков — реку Остречину. В черте города также протекает река Похвала. Расстояние от Москвы по прямой — 216 км от МКАД и 233 км от центра (Кремль).

### Климат
| Показатель                    | Янв.  | Фев.  | Март | Апр. | Май  | Июнь | Июль | Авг. | Сен. | Окт. | Нояб. | Дек.  | Год |
| ----------------------------- | ----- | ----- | ---- | ---- | ---- | ---- | ---- | ---- | ---- | ---- | ----- | ----- | --- |
| Абсолютный максимум, °C       | 4     | 4     | 13   | 27   | 30   | 32   | 34   | 35   | 32   | 24   | 12    | 8     | 35  |
| Средний суточный максимум, °C | −7,6  | −6,5  | −1   | 7,7  | 16,0 | 20,8 | 22,2 | 21,0 | 14,8 | 6,8  | 0,2   | −4,6  | 6,5 |
| Средняя температура, °C       | −10,7 | −10,2 | −5,2 | 3,2  | 10,8 | 15,2 | 17,1 | 15,4 | 9,8  | 3,6  | −2,3  | −7,7  | 3,2 |
| Средний суточный минимум, °C  | −14,4 | −14,4 | −9,7 | −1   | 5,4  | 9,7  | 11,8 | 10,4 | 5,3  | 0,7  | −4,9  | −10,8 | −1  |
| Абсолютный минимум, °C        | −52   | −40   | −36  | −24  | −7   | −4   | 1    | −2   | −8   | −19  | −28   | −46   | −52 |
| Норма осадков, мм             | 33    | 28    | 27   | 32   | 49   | 67   | 80   | 76   | 62   | 50   | 44    | 37    | 585 |
| Источник:                     |       |       |      |      |      |      |      |      |      |      |       |       |     |

| Показатель                | Янв. | Фев. | Март | Апр. | Май  | Июнь | Июль | Авг. | Сен. | Окт. | Нояб. | Дек. | Год |
| ------------------------- | ---- | ---- | ---- | ---- | ---- | ---- | ---- | ---- | ---- | ---- | ----- | ---- | --- |
| Средняя температура, °C   | −7,9 | −7,8 | −2,8 | 4,7  | 11,8 | 15,8 | 18,1 | 15,7 | 10,5 | 4,4  | −1,8  | −5,7 | 4,6 |
| Источник: Погода и климат |      |      |      |      |      |      |      |      |      |      |       |      |     |

## История

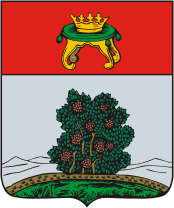
Герб (1780)

Название «Бежецк» происходит, вероятно, от «бежь» — беженцы, беглецы. Согласно поверью, селение Бежичи было основано беженцами из Новгорода.
В Новгородской первой летописи в 1196 году упоминается город Бежецкий Верх — центр Бежецкой пятины Новгородской земли. В 1244 году упоминается город Бежичи, отождествляемый специалистами с деревней Бежицы, расположенной в 20 километрах на северо-запад от современного Бежецка.
Селение было разорено в 1272 году тверским князем Святославом Ярославичем, после чего центр края был перенесён в крепость Городецк на месте современного Бежецка. Городецк упомянут в тексте берестяной грамоты № 789, датируемой второй четвертью XI века: «…В Городецке в Волчине за Рокишем 6 кун Ламе».
В конце XIV века он вошёл в состав Московского княжества, а с 1433 года обрёл собственного князя Дмитрия Юрьевича Красного, внука Дмитрия Донского. Упоминается в летописном «Списке русских городов дальних и ближних». После разорения стронниками Лжедмитрия II был возведён новый Бежецкий кремль, простоявший до XVIII века. До 1766 года назывался Городецк, городом стал в 1775 году. С 1796 года — центр Бежецкого уезда Тверской губернии. В 1876 году через город прошла железная дорога, в конце XIX века город был крупным центром торговли льном.
В 1929 году город становится центром Бежецкого района и Бежецкого округа Московской области. В 1935—1990 годах — город областного подчинения и центр района Калининской области.
В 1935—1937 годах по указанию советских властей были полностью разрушены десять православных храмов и колоколен с целью получения кирпича для строящегося бежецкого льнокомбината, который так и не был построен. Ещё семь церквей были обращены в хозяйственные объекты.

## Население
| 1825    | 1833    | 1840    | 1847    | 1856    | 1859    | 1863    | 1867    | 1870    | 1885    | 1897    | 1910    |
| ------- | ------- | ------- | ------- | ------- | ------- | ------- | ------- | ------- | ------- | ------- | ------- |
| 2683    | ↗3417   | ↘2586   | ↗3444   | ↗3588   | ↗5134   | ↗5938   | ↘4621   | ↗6845   | ↘6668   | ↗9450   | ↗9845   |
| 1913    | 1917    | 1920    | 1923    | 1931    | 1937    | 1939    | 1959    | 1967    | 1970    | 1979    | 1989    |
| ↗10 100 | ↗10 922 | ↘10 828 | ↗11 892 | ↗12 900 | ↗17 450 | ↗17 545 | ↗26 921 | ↗29 000 | ↗30 030 | ↗30 638 | ↘30 377 |
| 1992    | 1996    | 1998    | 2000    | 2001    | 2002    | 2003    | 2005    | 2006    | 2007    | 2008    | 2009    |
| ↗30 600 | ↘30 100 | ↗30 800 | ↘30 000 | ↘29 600 | ↘28 643 | ↘28 600 | ↘27 400 | ↘26 800 | ↘26 300 | ↘26 000 | ↘25 494 |
| 2010    | 2011    | 2012    | 2013    | 2014    | 2015    | 2016    | 2017    | 2018    | 2019    | 2020    | 2021    |
| ↘24 522 | ↘24 500 | ↘24 042 | ↘23 560 | ↘23 112 | ↘22 697 | ↘22 196 | ↘21 728 | ↘21 179 | ↘20 778 | ↘20 418 | ↗21 466 |

На 1 января 2025 года по численности населения город находился на 646-м месте из 1124 городов Российской Федерации.
По итогам переписи населения 2020 года, проживали следующие национальности (в сноске к строке «Другие» указаны национальности с долей менее 0,1 % и отметившие другое в ответах на вопросы):
| Национальность | Численность, чел. | Доля     |
| -------------- | ----------------- | -------- |
| Русские        | 19 386            | 90,31 %  |
| Таджики        | 49                | 0,23 %   |
| Цыгане         | 47                | 0,22 %   |
| Армяне         | 44                | 0,20 %   |
| Украинцы       | 37                | 0,17 %   |
| Киргизы        | 32                | 0,15 %   |
| Белорусы       | 27                | 0,13 %   |
| Азербайджанцы  | 27                | 0,13 %   |
| Другие         | 1817              | 8,46 %   |
| Итого          | 21 466            | 100,00 % |

## Экономика
Основные предприятия города:
- Агропромышленная компания «Коралл» (свиноводство);
- Бежецкий завод «Автоспецоборудование» (производство компрессоров, осушителей, пескоструйных аппаратов и тому подобного оборудования);
- Бежецкий опытно-экспериментальный завод (производство мобильных буровых установок для нефтегазовой промышленности грузоподъёмностью 80, 100, 125, 140, 200 тонн);
- «Бежецксельмаш» (производство льнокомбайнов и оборудования для обработки льна, пресса рулонные сенные, косилки ротационные навесные, грабли ворошилки роторные, прицепы самосвальные герметичные, рыхлители дисковые прицепные, катки кольчато-шпоровые и так далее — по состоянию на 2013 год работал только литейный цех);
- Ремонтно-механический завод (производство поилок для скота, ремонт сельскохозяйственной техники; в настоящее время работает только литейный цех);
- Льнозавод;
- Завод «Железобетонные конструкции»;
- Хлебозавод;
- Молокозавод.

### Связь
- Услуги фиксированной связи предоставляют: тверской филиал «Ростелеком», «Евразия Телеком Ру», «Бежецкая интернет компания» (БИК);
- Услуги мобильной связи предоставляют сотовые операторы: «МТС», «Билайн», «МегаФон» и «Tele2».

## Транспорт

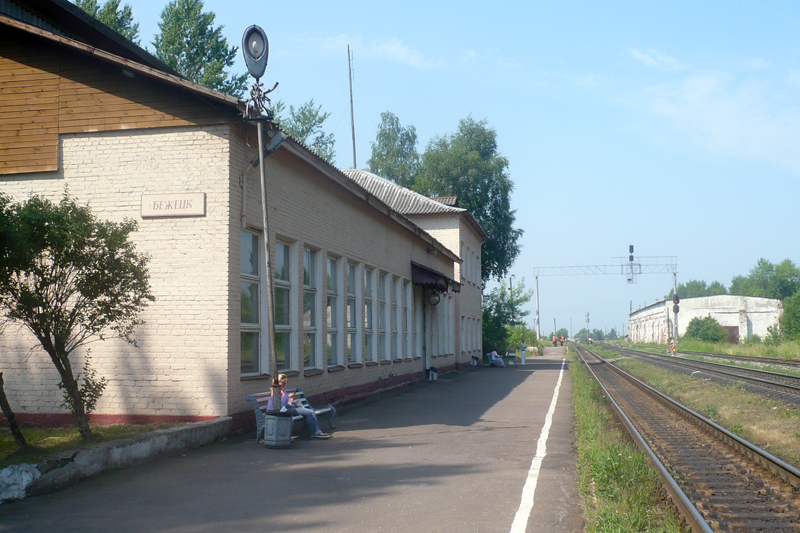
Железнодорожный вокзал

Железнодорожная станция Бежецк находится на железнодорожной ветке Сонково — Бологое. Через город с севера на юг проходит автотрасса Р84, с запада на восток — Р85 (Вышний Волочёк — Сонково). Рядом с городом ранее находился военный аэродром Дорохово (в настоящее время в/ч расформирована, аэродром закрыт).
Регулярными маршрутами общественного автомобильного транспорта в Бежецком районе обслуживаются 13 сельских и одно городское поселение. Маршрутная сеть насчитывает 7 городских (90 км), 26 пригородных (412,5 км) и 4 междугородних (630,9 км) маршрутов общей протяжённостью более 1133,4 км. Междугородние перевозки осуществляются по следующим маршрутам: Бежецк — Тверь (130 км, ежедневно по 6—8 рейсов), Бежецк — Кашин (86 км, 3 дня в неделю), Бежецк — Сонково — Тверь 160,5 км, 5 дней в неделю), Бежецк — Тверь — Весьегонск (254,4 км, 1 день в неделю).
На рынке автотранспортных услуг в Бежецком районе осуществляют деятельность 3 специализированных автотранспортных предприятия (ОАО «Бежецкое пассажирское автотранспортное предприятие», МУП «Бежецкие школьные перевозки», МУП «Бежецкие автобусные перевозки») и более 30 индивидуальных предпринимателей.

## Образование
Средние специальные учебные заведения:
- Бежецкий промышленно-экономический колледж (БПЭК);
- Бежецкий медицинский колледж;
- Бежецкое педагогическое училище (с 2010 года Бежецкий колледж имени А. М. Переслегина).

## Культура
В 2003 году администрация города Бежецка и Союз писателей России учредили Всероссийскую премию имени В. Я. Шишкова. Она ежегодно присуждается за наиболее талантливые произведения, написанные в традициях и стилистике Вячеслава Шишкова, за вклад в развитие Бежецкого края. Лауреат получает диплом и денежное вознаграждение.
С 2019 года ежегодно проводятся чтения памяти русского философа, местного уроженца Владимира Вениаминовича Бибихина.

### Музеи

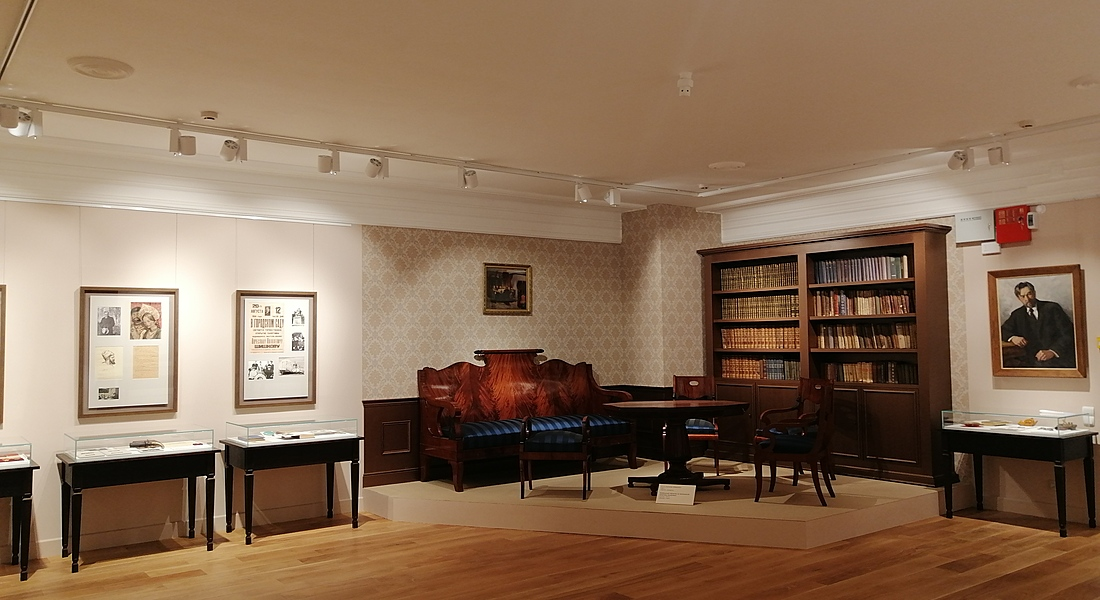
Экспозиция Бежецкого мемориально-литературного музея

На территории города действует Бежецкий литературно-мемориальный и краеведческий музей. У истоков этого музея стоял Н. Л. Сверчков (племянник Николая Гумилёва). Музей осуществляет комплексный подход в научной и выставочной работе с опорой на мемориальную часть о знаменитых земляках. Созданы выставки и экспозиции о Василии Андрееве, Николае Гумилёве, Анне Ахматовой, Льве Гумилёве. Основной интерес вызывает история края, поэтому ежегодно создаются 2—3 выставки, отражающие разные периоды восьмивековой истории края. Постоянно действует этнографическая выставка. В музее хранятся такие выставочные ценности, как коллекция русских народных инструментов (конец XIX века), коллекция живописи И. Костенко (ученик Аполлинария Васнецова); коллекция прижизненных изданий (с автографами) и документов, включая рукописи писателя Вячеслава Шишкова; коллекция фотоснимков и негативов с видами Бежецка начала XX века. В октябре 2021 года музей открылся для посетителей после десятилетней реставрации.
В 2012 году открыт музей Народного артиста СССР А. П. Иванова
Летом 2019 открыт музей тюремной системы и истории Бежецкого края.
Гумилёвское общество ведёт работу по созданию музейно-выставочного центра имени Гумилёва в доме, где после революции жила семья поэта.

### Достопримечательности
- главный Воскресенский собор и немало других храмов были разрушены при Советской власти. Из сохранившийся церквей наиболее интересны Крестовоздвиженская (1670), Преображенская (1772), Казанская (1775)[53];
- Введенский монастырь, основанный святым Нектарием Бежецким (покровителем города) был разрушен, и сохранилась лишь его колокольня (1682);
- женский Благовещенский монастырь;
- кафедральный собор Спаса Нерукотворного Образа;
- богадельня Сергеевская;
- торговые ряды (XVIII век);
- литературно-мемориальный и краеведческий музеи.

Памятник Анне Ахматовой, Николаю и Льву Гумилёвым в Бежецке
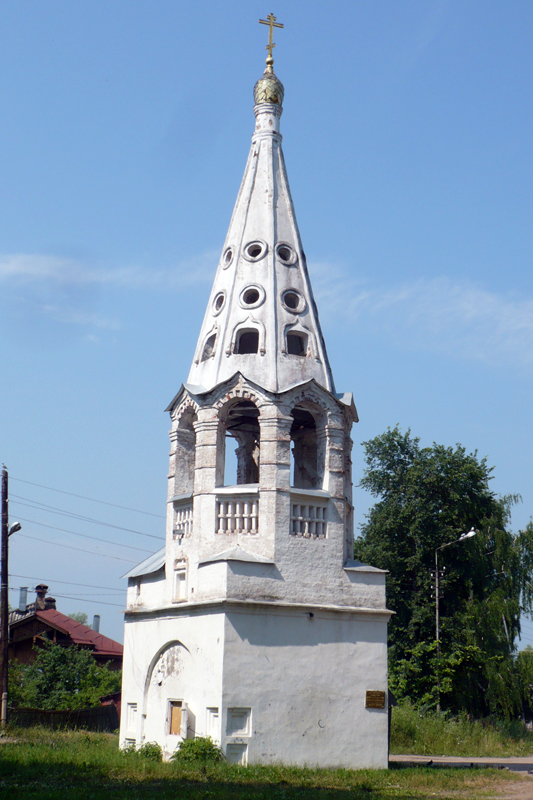
Колокольня Введенской церкви (XVII век)
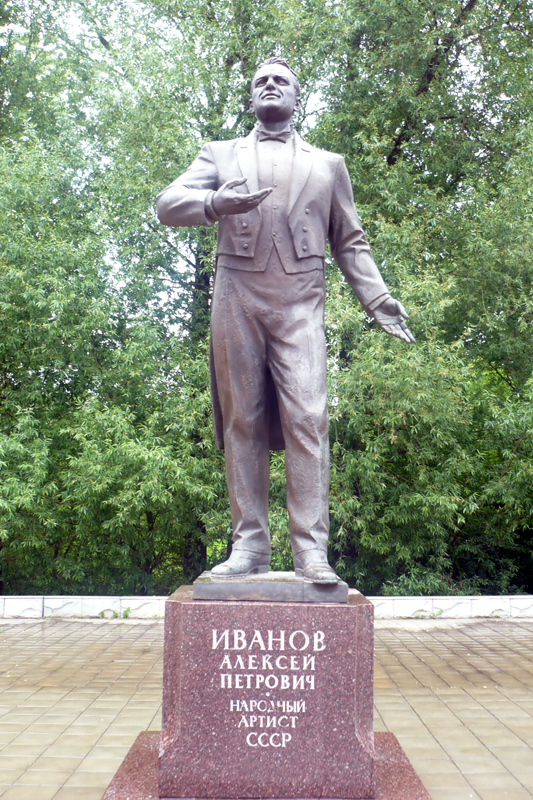
Памятник артисту Иванову.
Памятник В. Я. Шишкову

## Имя Бежецка втопонимах
Бежецкая улица есть в Калининграде, Рыбинске, Максатихе, Вышнем Волочке, Астрахани.
В Заволжком районе Твери есть Старобежецкая улица и Бежецкое шоссе.
В 2019 году в Приморском районе Санкт-Петербурга Бежецким переулком назвали продолжение Омской улицы от Земледельческой до Сердобольской. С 1907 по 1964 годы Бежецкой называлась нынешняя Омская улица.